# Estação Rossio
Estação Rossio – stacja kolejowa w Lizbonie, w Portugalii. Znajduje się na Linha de Sintra, pomiędzy Rossio i Praça dos Restauradores. Stacja została otwarta w 1890 pod nazwą Estação da Avenida. Znajduje się tu stacja metra.

## Charakterystyka

### Położenie
Znajduje się w Lizbonie, od strony Rua 1º de Dezembro.

### Infrastruktura
Stacja posiada 5 torów o długości między 147 i 196 metrów; perony mają długość 132-208 metrów i wszystkie 90 cm wysokości.

### Budynek
Zbudowany w stylu manuelińskim przez architekta José Luís Monteiro, budynek od 1971 r. stanowi obiekt zabytkowy i jest istotną częścią wspólnej strefy ochrony zabytków Avenida da Liberdade.
Oryginalny budynek stacji, który jest przykryty metalową halą peronową, mieści hotel, tunel Rossio i rampy dojazdowe do Largo do Carmo. Hala peronowa ma 130 metrów długości i 21 metrów wysokości.

### Transport publiczny
Autobusy i tramwaje Carris:
- 12 Praça da Figueira - Castelo [linia okrężna]
- 15 Praça da Figueira - Algés
- 28 Martim Moniz - Prazeres
- 91 Aerobus
- 207 Cais do Sodré - Fetais
- 708 Martim Moniz - Parque das Nações
- 709 Restauradores - Campo de Ourique
- 711 Sul e Sueste - Alto da Damaia
- 714 Praça da Figueira - Outurela
- 732 Marquês de Pombal  - Caselas
- 734 Martim Moniz - Estação Santa Apolónia
- 737 Praça da Figueira - Castelo
- 736 Odivelas - Cais do Sodré
- 759 Restauradores - Oriente
- 760 Gomes Freire - Ajuda

## Historia

### Wiek XIX
Dekret z 7 lipca 1886 r. upoważnił Companhia Real dos Caminhos de Ferro Portugueses do budowy połączenia kolejowego między Linha do Leste w Xabregas, a Linha do Oeste, w Benfice; kolejny dekret, z dnia 9 kwietnia następnego roku, upoważnił ją do budowy i eksploatacji przedłużenia miejskiego dwukierunkowego, łączącego Linha do Oeste z centrum Lizbony, które będzie służyć pasażerom i kupcom. Trzeci dekret, wydany w dniu 23 lipca upoważnił firmę do zbudowania łącznika między Linha de Cintura z Dworca Centralnego w Lizbonie (później dworzec kolejowy Rossio).
Budowę stacji zaplanowano między 1886 i 1887 rokiem, na podstawie projektu architekta José Luís Monteiro, a budowa została wykonana przez firmy DuParcly & Bartissol, Papot & Blanchard i E. Beraud.. Tego samego roku zaczęto wyburzanie kilku budynków pod budowę stacji; planowano, że budynek będzie miał wymiary 23 do 43.5 m, na 45 do 19 m.
W kwietniu 1889 roku tunel Rossio i stacja kolejowa zostały ukończone, a pierwszy przejazd tunelem miał miejsce w maju tego roku. Jednak do maja 1891 stacja była nieczynna, a oficjalne otwarcie odbyło się w czerwcu 1891 r.
W listopadzie 1893 roku został otwarty przetarg na dostawę i montaż oświetlenia elektrycznego w stacji i tunelu, z własnym sprzętem do generowania prądu elektrycznego. W lutym 1895 uruchomiono windy oraz biuro sprzedaży biletów i nadawania bagażu, które początkowo znajdowały się na dolnym poziomie, a następnie zostały przeniesione na góry poziom.

### Wiek XX

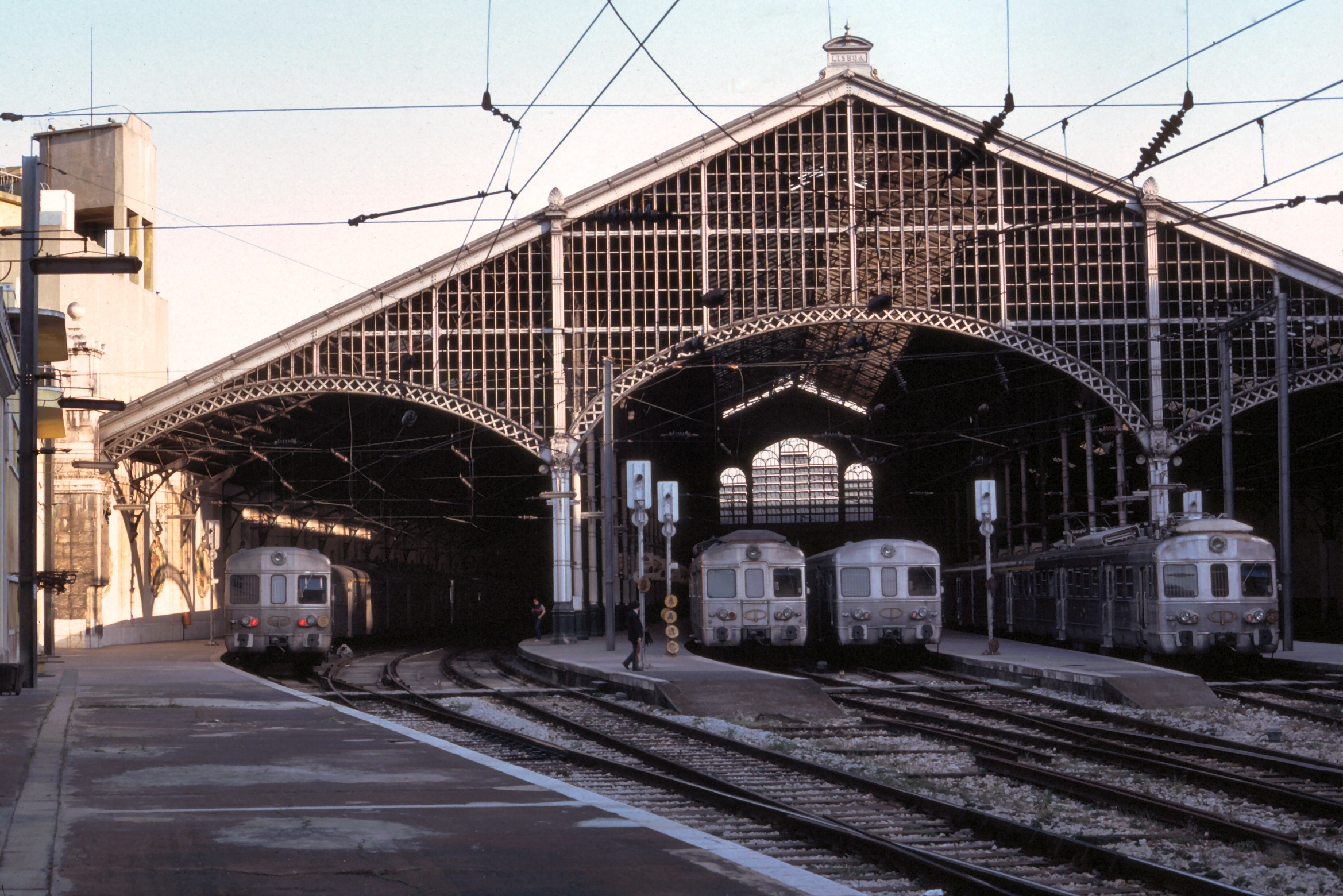
Dworzec w 1984

W 1902 roku zamontowano nowe zegary. W tym samym roku, Companhia Real zawarła umowę z francuską firmą Hallé & Cie, aby zastąpić wymienniki hydrauliczne, na elektryczne. Wszystkie urządzenia, windy, podnośniki, sygnalizacje zostały wymienione na nowe, z napędem elektrycznym.
W 1919 roku była to jedna z tych stacji, gdzie używano systemu auto duch, tj. systemu zabezpieczeń stosowanego w celu zapobiegania aktom sabotażu. W lipcu 1926 roku Companhia dos Caminhos de Ferro Portugueses rozpoczęła kursy pociągami elektrycznymi na Linha de Sintra, w tym odcinku do Rossio. Stacja w 1932 roku stała się częścią pierwszego sezonu Comboio Mistério, pociągu specjalnego organizowanego dla turystów. W 1934 roku stacja przeszła modernizację, a od 1943 r. kończył tutaj swój bieg pociąg Lusitania Express.
W 1954 roku zaczęto prace dotyczące przygotowania do elektryfikacji w tunelu Rossio. W tym samym roku stacja ta straciła swoją pozycję głównego dworca kolejowego Lizbony, ponieważ pociągi dalekobieżne zostały przeniesione na dworzec Santa Apolónia.
W dniu 15 kwietnia 1970 roku zamontowano na Estação Rossio nowe urządzenia do sprzedaży biletów, zaś w połowie lat 70. stacja, jako pierwsza na terenie Portugalii, zyskała centrum handlowe.
W 1993 roku w ramach projektu modernizacji taboru kolejowego i infrastruktury kolejowej Comboios de Portugal zaplanowano remont, który obejmował tory wewnątrz hali i budowę połączenia z Metrem w Lizbonie.